# Papuapsylla glyphona
Papuapsylla glyphona är en loppart som beskrevs av Mardon 1976. Papuapsylla glyphona ingår i släktet Papuapsylla och familjen Stivaliidae. Inga underarter finns listade i Catalogue of Life.